# Duje Draganja
Duje Draganja (Split, 27 de fevereiro de 1983) é um ex-nadador croata que conquistou uma medalha de prata nos Jogos Olímpicos de Verão de 2004, nos 50 metros livre.